# Sphenostemonaceae
Classification APG II (2003)
Famille
Classification APG III (2009)
La famille des Sphénostémonacées est une famille de plantes dicotylédones qui comprend 10 espèces du genre Sphenostemon (en).
Ce sont des arbres ou des arbustes à feuillage persistant, des régions tropicales, originaires de Malaisie, d'Australie et de Nouvelle-Calédonie.

## Étymologie
Le nom vient du genre Sphenostemon, composé du préfixe sphen-, « en forme de coin  », et du suffixe -stemon, étamine.

## Classification
La classification phylogénétique situe la divergence de cette famille au niveau des Campanulidées (Euasterids II).
Angiosperm Phylogeny Website [18 août 2009] ne reconnait pas Sphenostemonaceae et inclut ces espèces dans la famille des Paracryphiaceae.
En classification phylogénétique APG III (2009) cette famille est invalide et ses genres sont incorporés dans la famille Paracryphiaceae.